# Эскива д’Ибелин (1253—1312)
Эскива д’Ибелин (фр. Eschive d'Ibelin; 1253—1312) — госпожа Бейрута.
Эскива была дочерью сеньора Бейрута Жана II Ибелина и Алисы де ла Рош.
В 1274 году она вышла замуж за сеньора Тира Онфруа де Монфора (ум. 1284). У них было четверо детей:
- Амори де Монфор (ум. 1304)
- Рупен де Монфор (ум. 1313)
- Аликс де Монфор
- Элвис де Монфор

После смерти в 1282 году старшей сестры Изабеллы Эскива стала госпожой Бейрута. Бейрут чувствовал себя в безопасности благодаря мирному договору с султаном Сайфуддином Калауном, но после его смерти в 1290 году его сын Аль-Ашраф Халиль в 1291 году напал на Бейрут и захватил его, крестоносцам пришлось бежать.
В 1291 году Эскива вышла замуж за коннетабля Кипра Ги де Лузиньяна. У них было двое детей:
- Гуго (1293—1359), ставший королём Кипра
- Изабелла, которая в 1322 году вышла замуж за титулярного коннетабля Иерусалима Оде де Дампьера

В 1303 году Ги организовал заговор против короля, однако был схвачен и казнён, и Эскива опять стала вдовой.
В 1308 году умер, не оставив наследников, герцог Афинский Ги II де Ла Рош, приходившийся Эскиве кузеном. Его смерть породила династический кризис, и Эскива отправилась в Морею, чтобы предъявить свои права на герцогство. Так как герцогство Афинское было вассалом Ахейского княжества, то дело рассматривали князь Ахеи Филипп I Тарентский и его старший брат неаполитанский король Роберт. Они в 1309 году передали вопрос в верховный суд Ахеи, который принял решение в пользу соперника Эскивы — Готье V де Бриенна.
Эскива скончалась в 1312 году в Никосии.